# Detlef Gottschalck
Detlef Gottschalck (* 27. August 1963 in Hamburg) ist ein deutscher politischer Beamter (CDU). Er war von August 2010 bis März 2011 Chef der Senatskanzlei der Freien und Hansestadt Hamburg.

## Leben und Beruf
Nach dem Abitur am Gymnasium Farmsen studierte Gottschalck von 1983 bis 1989 Rechtswissenschaften in Hamburg. Im Anschluss wurde er wissenschaftlicher Mitarbeiter des Bundestagsabgeordneten Klaus Francke (CDU). Von 1991 bis 1993 absolvierte Gottschalck sein Referendariat. Parallel dazu war er für den Landtag Mecklenburg-Vorpommerns tätig. 1993 wurde er an der Hamburger Universität promoviert. Von 1994 bis 2004 und erneut von 2008 bis 2010 arbeitete er als Rechtsanwalt in Hamburg und Berlin.
Nach seiner Amtszeit als Staatssekretär wechselte Gottschalck zum September 2011 als Leiter des Unternehmensbereiches Strategie und Gremien zur Haspa Finanzholding.

## Politik
Von 2004 bis 2008 war Gottschalck Staatsrat der Finanzbehörde sowie der Kulturbehörde.
Wenige Tage nach dem Amtsantritt von Christoph Ahlhaus als Erster Bürgermeister wurde Gottschalck am 30. August 2010 zum Staatsrat der Senatskanzlei und Staatsrat für das Personalamt ernannt. Nach der Abwahl des Senats Ahlhaus schied Gottschalck im März 2011 aus dem Amt. Seine Nachfolge als Chef der Staatskanzlei trat Christoph Krupp an.